# Гадючий лук
Гадю́чий лук, или Мыши́ный гиаци́нт, или Муска́ри (лат. Muscári) — род луковичных растений семейства Спаржевые (Asparagaceae), ранее мог включаться в семейство Гиацинтовые (Hyacinthaceae) либо Лилейные (Liliaceae).
Некоторые виды разводят как декоративные растения со множеством сортов.

## Название
Латинское название рода дано по аромату цветков, напоминающему запах мускуса.

## Ботаническое описание

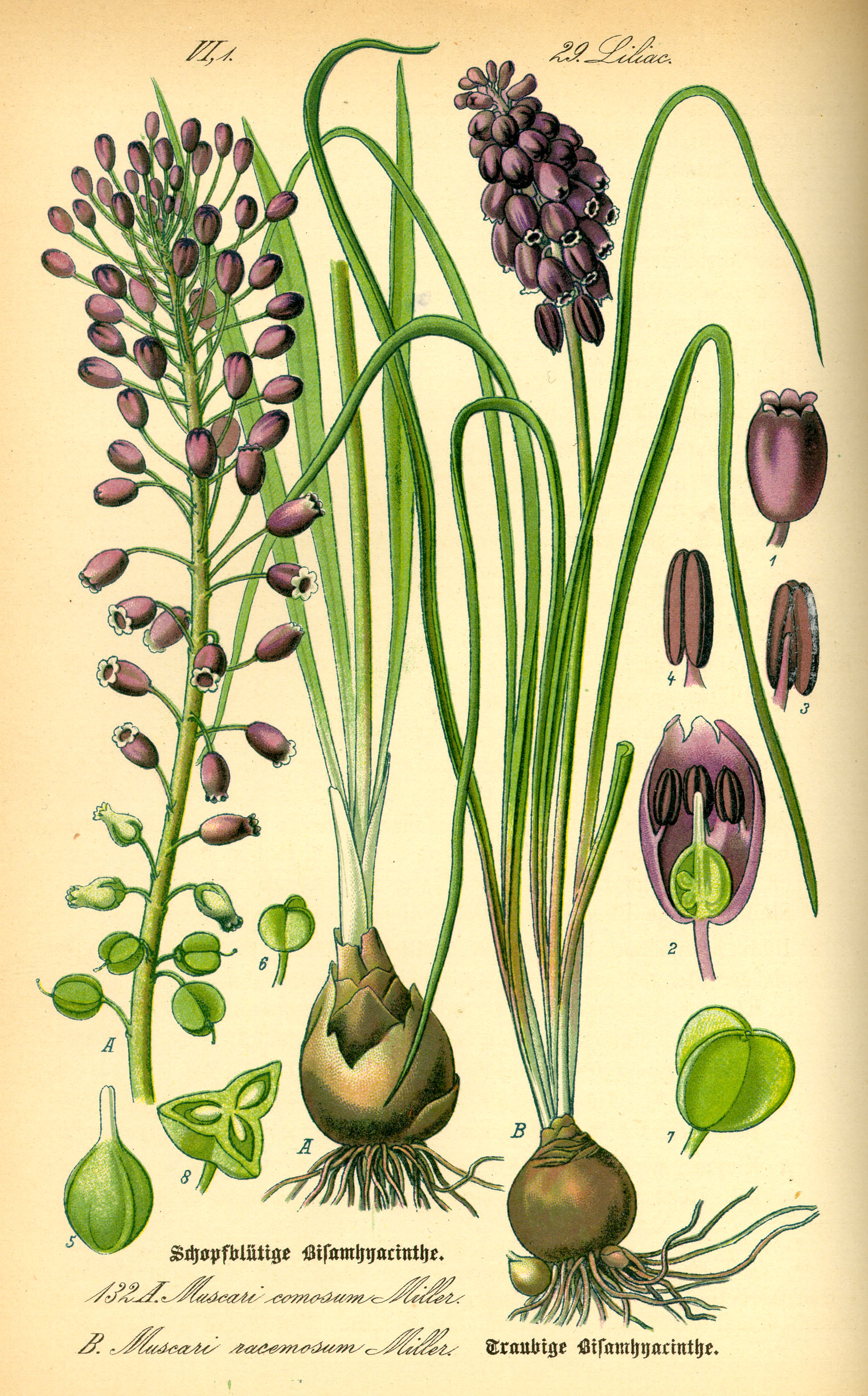
Гадючий лук пренебрегаемый (под буквой B).

Относительно мелкие луковичные растения (до 40—60 см в высоту), несущие пучок из двух-семи мясистых прикорневых листьев; листья достигают в длину 10—17 см. Луковица яйцевидной формы, размером около 2 см.
Цветоносная стрелка безлистная, оканчивается густой многоцветковой кистью. Цветки синие, голубые или фиолетовые, на коротких цветоножках, верхние цветки бесплодные. Околоцветник сростнолистный, бочонкообразный, с шестью короткими зубчиками, отогнутыми кнаружи. Тычинок шесть. Плод — шаровидная или сердцевидная коробочка.

## Распространение
Ареал рода охватывает Европу, Северную Африку и Западную Азию, но наибольшее многообразие отмечено в Средиземноморье. Обитает на травянистых склонах, в лесном поясе гор и у тающих снегов. Некоторые виды натурализовались в Северной Америке и Австралии.

## В культуре
Обычно мускари можно увидеть в открытом грунте, но некоторые выращивают эти цветы в комнатных условиях. Для цветения в январе-марте луковицы высаживают в горшки в сентябре. Обычно выращивают гадючий лук армянский (Muscari armeniacum), достигающий 20 см в высоту с синими с белыми краями бокаловидными цветами до 0,5 см длиной и ремневидными листьями, и гадючий лук кистевидный (Muscari botryoidis) с цветами глубокого голубого тона.

## Виды
Род Muscari на конец 2014 года включает 44 вида:
- Muscari adilii — эндемик Турции.
- Muscari albiflorum — эндемик северного Египта.
- Muscari alpanicum — Гадючий лук азербайджанский — произрастает в западных районах Азербайджана.
- Muscari anatolicum — эндемик центральных районов Турции.
- Muscari armeniacum — Гадючий лук армянский — встречается в Балканах, в Турции, в Закавказье; широко культивируемое популярное растение.
- Muscari atlanticum — Испания и Марокко.
- Muscari aucheri — эндемик Турции.
- Muscari babachii — эндемик ила Хатай в Турции.
- Muscari baeticum — эндемик южных районов Испании.
- Muscari botryoides typus[1] — Гадючий лук гроздевидный, или гроздиевидный — вид с европейским ареалом, включает альпийские и субальпийские луга и склоны гор от Франции до Украины. Широко культивируемое декоративное растение.
- Muscari bourgaei — эндемик западных и южных районов Турции.
- Muscari cazorlanum — эндемик Испании (Касорла).
- Muscari commutatum — Гадючий лук переменчивый — произрастает по склонам в среднем поясе гор на Балканах и островах Эгейского моря. Широко культивируемое декоративное растение.
- Muscari discolor — эндемик восточных районов Турции.
- Muscari dolichanthum — Гадючий лук длинноцветковый — западные районы Закавказья.
- Muscari fertile — описан в 2002 году в Израиле.
- Muscari filiforme — описан в 2001 году в Израиле.
- Muscari hermonense — Ливан и юго-западные районы Сирии.
- Muscari hierosolymitanum — описан в 2001 году в Израиле.
- Muscari kerkis — эндемик острова Самос.
- Muscari kurdicum — описан в 2007 году, северо-западные районы Ирана.
- Muscari latifolium — Гадючий лук широколистный — эндемик западных и южных районов Турции, произрастает по лесным опушкам. Широко культивируемое декоративное растение.
- Muscari lazulinum — описан в 2001 году в Израиле.
- Muscari longistylum — описан в Газе.
- Muscari macbeathianum — эндемик ила Адана в Турции.
- Muscari macrocarpum — острова Эгейского моря и прилегающие районы Турции.
- Muscari massayanum — эндемик западных и южных районов Турции.
- Muscari matritensis — эндемик Испании.
- Muscari microstomum — эндемик центральных районов Турции.
- Muscari mirum — эндемик юго-западных районов Турции.
- Muscari neglectum — Гадючий лук пренебрегаемый — вид с обширным ареалом, включающим Центральную и Восточную Европу, Средиземноморье, Центральную Азию.
- Muscari olivetorum — эндемик южных и центральных районов Испании.
- Muscari parviflorum — Средиземноморье.
- Muscari pulchellum — острова Эгейского моря и южные районы Греции.
- Muscari racemosum — Гадючий лук кистевидный — эндемик юго-западных районов Турции. Ранее данный вид рассматривался шире, северные популяции теперь рассматриваются в составе Muscari neglectum.
- Muscari salah-eidii — эндемик Синайского полуострова.
- Muscari sandrasicum — эндемик юго-западных районов Турции.
- Muscari sirnakense — эндемик Турции.
- Muscari sivrihisardaghlarensis — описан в 2002 году в Турции.
- Muscari stenanthum — эндемик северо-западных районов Ливии.
- Muscari tavoricum — описан в 2002 году в Израиле.
- Muscari turcicum — описан в 2007 году в Турции.
- Muscari tuzgoluensis — описан в 2011 году в Турции.
- Muscari vuralii — описан в 2009 году в иле Караман в Турции.

Ранее в состав рода Muscari включали также виды, которые позднее были включены в роды Bellevalia, Leopoldia и Pseudomuscari.

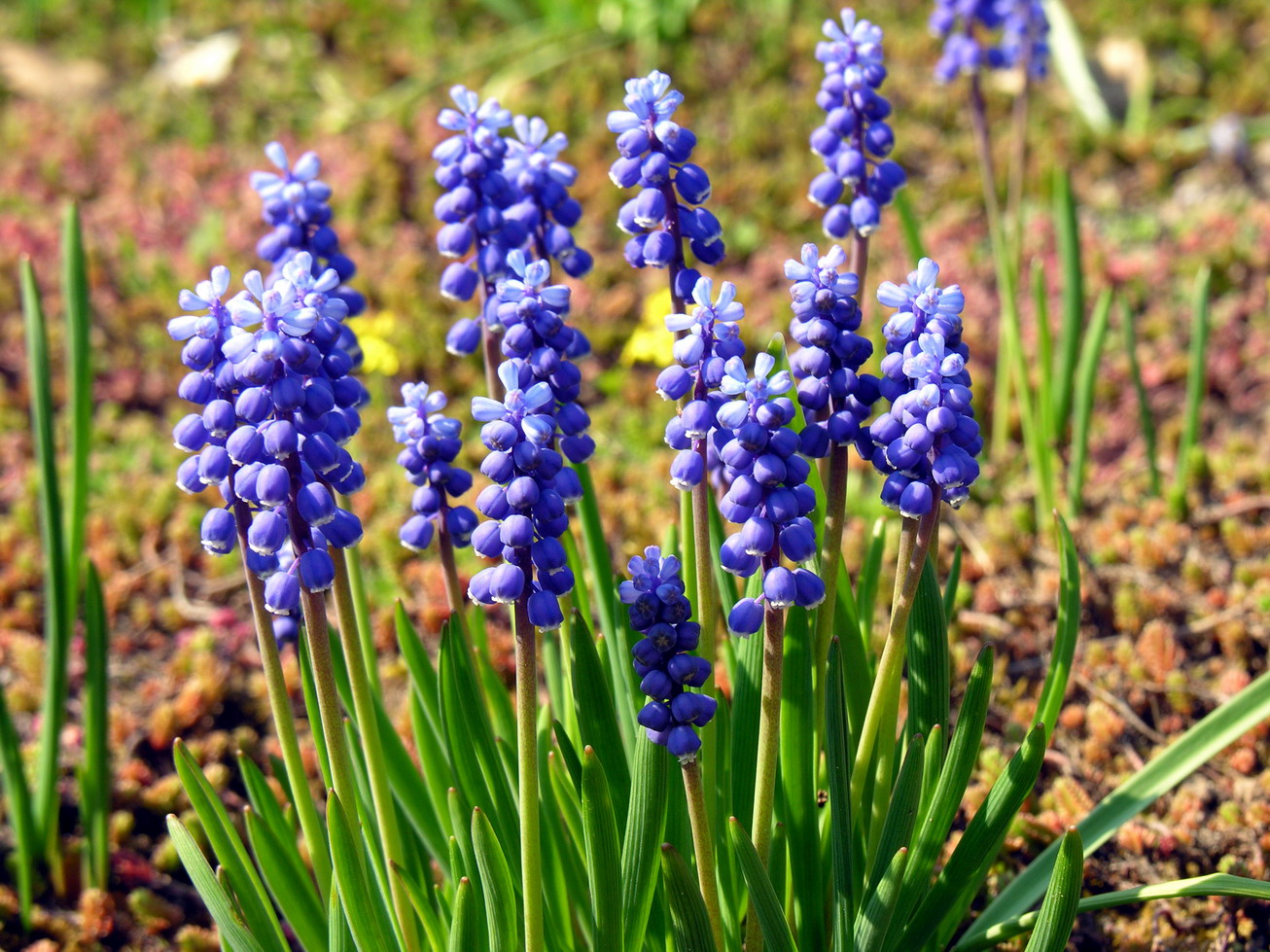
Гадючий лук гроздевидный (Muscari botryoides)
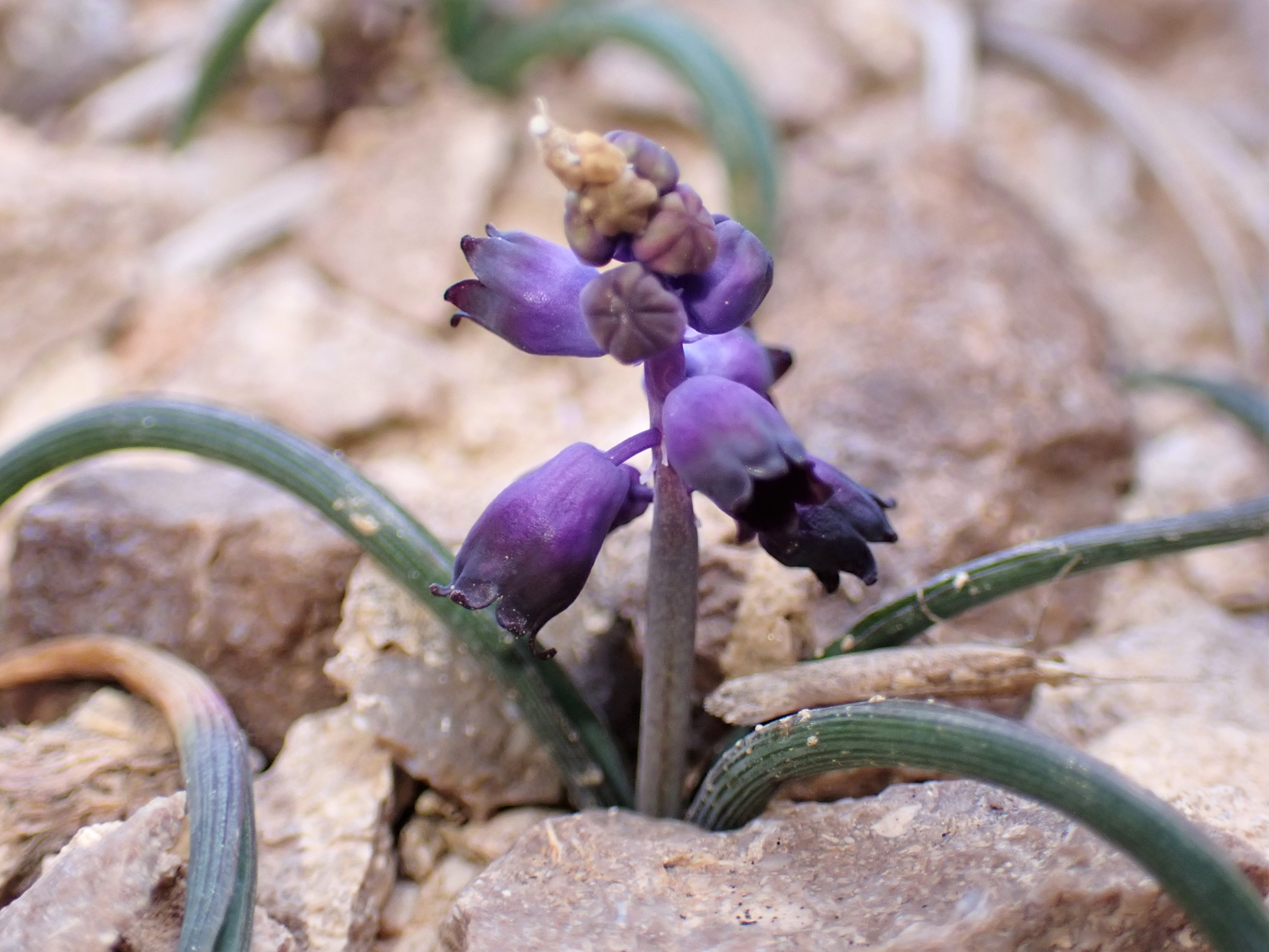
Muscari inconstrictum
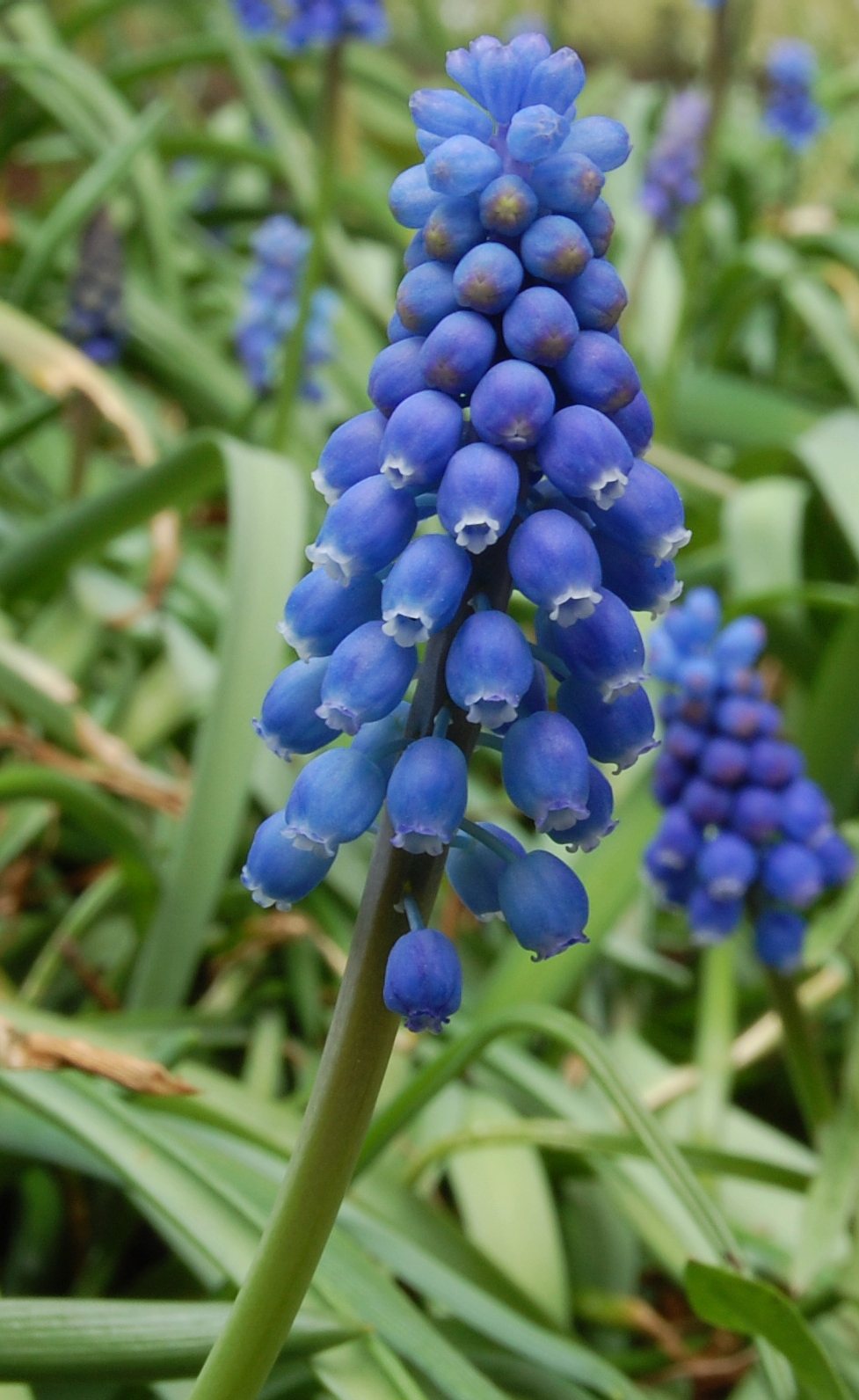
Гадючий лук незамеченный (Muscari neglectum)
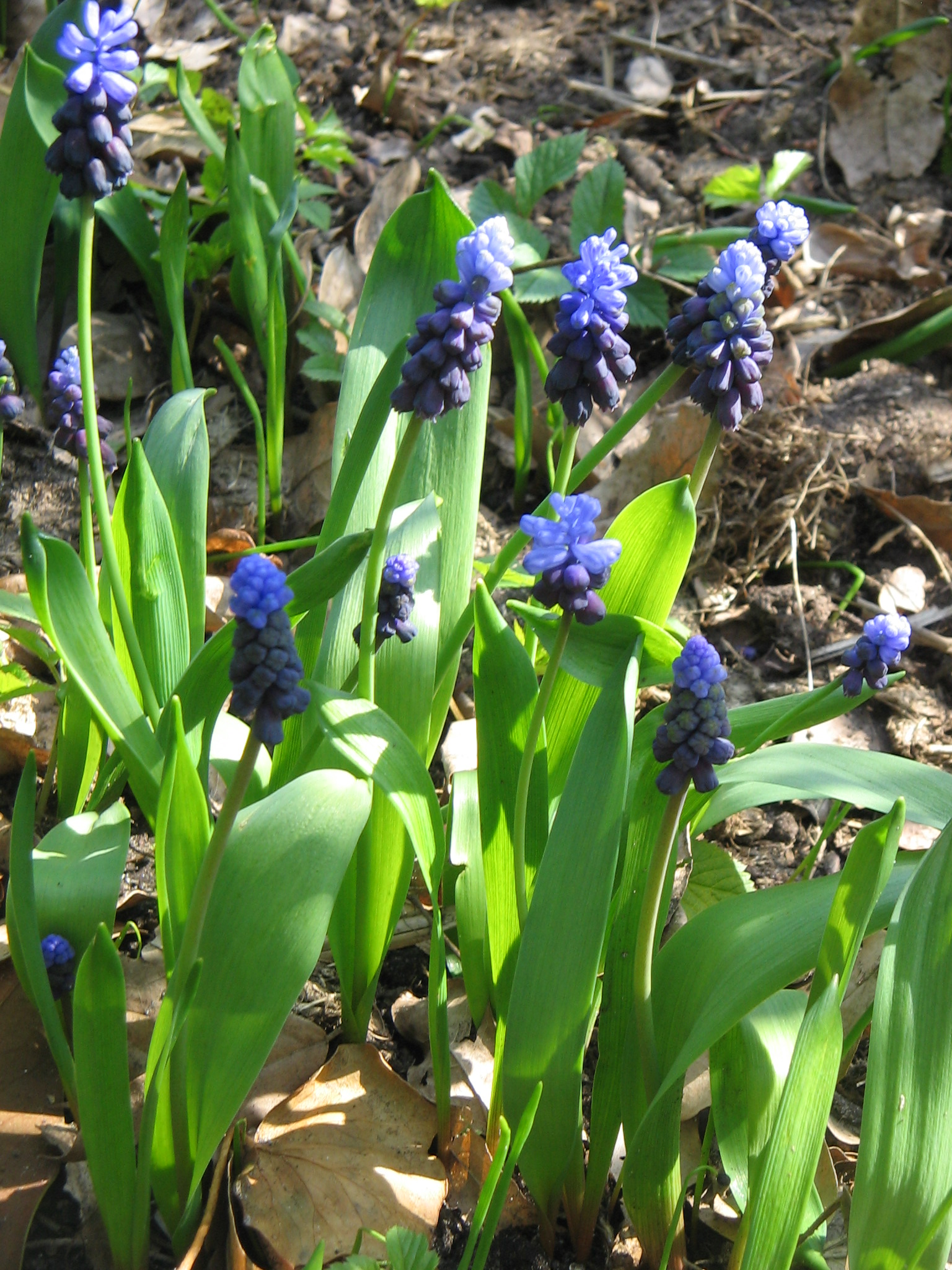
Гадючий лук широколистный (Muscari latifolium)
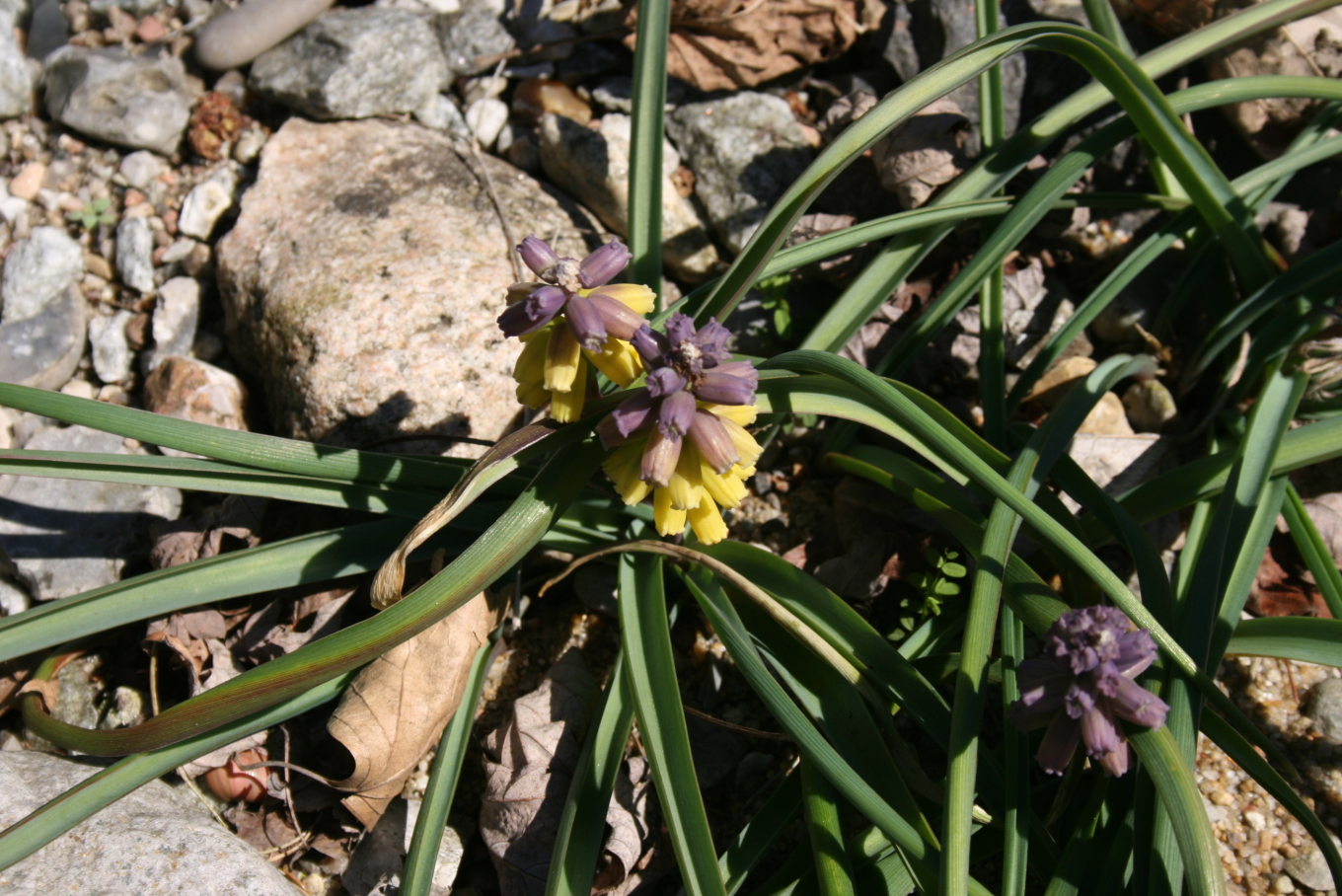
Muscari macrocarpum

## Сорта
Международным органом регистрации (ICRA) новых сортов является Royal General Bulb Growers' Association (KAVB). Сайт ассоциации включает базу данных по зарегистрированным сортам.